# Пожар в дискотека в Гьотеборг
На 29 октомври 1998 г. в дискотека на остров Хисинген в Гьотеборг избухва пожар, в резултат от който загиват 63 деца, а близо 200 са ранени.
Помещението е наето от местна организация на македонската общност. По време на инцидента в дискотеката се намират 375 младежи на възраст между 12 и 25 години от различни етнически малцинства. По оценка на местната противопожарна служба, помещението е безопасно само 150 души.
Десет години след пожара четирима младежи родени в Иран са признати за виновни като причинители на пожара и осъдени на различни срокове затвор. И четиримата отричат участието си в палежа.  Сред жертвите са и тринадесет младежи близки на певицата Елена Папаризу. Самата певица, тогава непълнолетна, умолявала майка си за разрешение да присъства на партито, но без успех. 